# Jérémy Audelin
Jérémy Audelin est un joueur de rink hockey né le 25 février 1985. Il évolue au sein du club de Quévert jusqu'en 2018. Après une saison sans, il reprend un licence en 2019 dans le club de Dol.

## Parcours sportif
Il évolue au sein du club de Quévert, dans lequel il fait toute sa carrière. Il est le frère du gardien de l'international français Alan Audelin. 

### Palmarès
Il est champion de France de Nationale 1 avec le HC Quévert en 2002, 2008, 2012 et 2014.
En 2010 et 2013, il termine à la seconde place.
Il termine aussi à la troisième place en 2011.